# Trojanda-Ekspres Górka-Połonka
Trojanda-Ekspres Górka-Połonka (ukr. Футбольний клуб «Троянда-Експрес» Гірка Полонка, Futbolnyj Kłub "Trojanda-Ekspres" Hirka Połonka) – ukraiński klub piłkarski z siedzibą we wsi Górka-Połonka, w obwodzie wołyńskim.

## Historia
Drużyna piłkarska Trojanda-Ekspres została założona w miejscowości Górka-Połonka.
Zespół występował w rozgrywkach mistrzostw i Pucharu obwodu wołyńskiego.
W sezonach 1998/99 i 1999 klub startował w rozgrywkach Pucharu Ukrainy spośród drużyn amatorskich, w których sięgnął finału, ale dwukrotnie nie potrafił zwyciężyć przeciwnika.
Potem kontynuował występy w rozgrywkach mistrzostw i Pucharu obwodu wołyńskiego, dopóki nie został rozwiązany.

## Sukcesy
- finalista Pucharu Ukrainy spośród drużyn amatorskich:

1998/99, 1999

## Inne
- Wołyń Łuck